# Papatuka alamunyiga
Papatuka alamunyiga är en stekelart som beskrevs av Andrew R. Deans 2002. Papatuka alamunyiga ingår i släktet Papatuka och familjen hungersteklar. Inga underarter finns listade i Catalogue of Life.